# 維吉尼亞 (伊利諾伊州)
維吉尼亞（英語：Virginia）是一個位於美國伊利諾伊州卡斯縣的城市。根據2010年美國人口普查，該地人口為1611人，而該地的面積約為3.20平方千米。同時該地也是卡斯縣的縣治。

## 地理
維吉尼亞的座標為43°56′56″N 90°12′42″W / 43.94889°N 90.21167°W，而該地的平均海拔高度為187米（即615英尺）。